# Кекурный (залив)
Ке́курный — залив на северо-востоке Охотского моря в Тауйской губе на юге полуострова Пьягина.

## Гидроним
Названия Кекур, Кекурный довольно распространены на Северо-Востоке, и все они связаны с наличием кекуров — возвышающихся каменных столбов — на сопках, мысах, в долинах рек.

## География
На суше окружён Пьягинскими горами за исключением северо-западного участка, где находится устье рек Пронкина и Хэтэмнэн. Западной границей залива является полуостров Этыкэн с мысом Внутренний, который отделяет Кекурный от бухты Промежуточная. В заливе расположены острова Кекуры.

## История
31 октября 1965 года в заливе потерпел крушение транспортный рефрижератор «Аян». На Марчеканском кладбище Магадана погибшему экипажу установлен мемориал.
30 ноября 2000 года в заливе во время жестокого шторма перевернулась баржа, на борту которой находились пять человек.